# Geranium tuberosum
Geranium tuberosum is een overblijvende plant uit de ooievaarsbekfamilie (Geraniaceae). In de handel wordt soms de naam 'knolooievaarsbek' gebruikt. Die naam komt overeen met de wetenschappelijke naam.

## Beschrijving
De basale bladeren komen apart uit de grond tevoorschijn. De bladeren hebben diep geveerde segmenten en zijn 5-10 cm breed>. De 14-24 mm grote bloemen groeien in vertakte clusters. De kroonbladeren zijn uitgerand. De grijsgroene bladeren zijn in drie tot zes segmenten gedeeld, en verwelken na de bloei. De plant wordt kort tot middelhoog. De stijl is kleiner dan 3 mm. In het oorspronkelijke verspreidingsgebied valt de bloeiperiode in maart - mei.

## Verspreiding
De plant komt van nature voor in het mediterrane gebied: de Zuid-Europese Middellandse Zeekust, van Frankrijk en Sardinië in het westen tot Jordanië in het oosten. In Noordwest-Europa wordt de plant in tuincentra te koop aangeboden waarna ze kan verwilderen. Ook in Nederland komt ze verwilderd voor. Naast het Middellandse zee gebied zijn in Kazachstan enkele waarnemingen gedaan.

## Indeling
Er worden verschillende ondersoorten onderscheiden:
- Geranium tuberosum subsp. linearilobum (DC.) Malag., Subesp. Variación Geogr. 12 (1973).
- Geranium tuberosum subsp. macrostylum (Boiss.) Malag., Subesp. Variación Geogr. 12 (1973).
- Geranium tuberosum subsp. malviflorum (Boiss.) Malag., Subesp. Variación Geogr. 11 (1973).[1]
- Geranium tuberosum subsp. deserti-syriacum[7]

Hiernaast zijn een aantal cultivars in de handel, waaronder:
- 'Rosie's Mauve'[8]
- 'Richard Hobbs'[9]

## Ecologie
Er vindt zowel zelfbestuiving als bestuiving door insecten plaats. De plant is gastheer voor de brandschimmel Entyloma atlanticum.

## Gebruik
Suna Sabuncuoğlu en Didem Şöhretoğlu onderzochten in 2011 de ondersoort Geranium tuberosum subsp. tuberosum en concludeerden dat de plant nuttige anti-oxidanten bevat, maar dat meer onderzoek nodig is om te beoordelen of deze geschikt is voor menselijk gebruik.
Op het Trukse platteland worden de verse knollen van de plant gegeten na te zijn gepeld.